# Season of Glass (GFriend)
Season of Glass è il primo EP del girl group sudcoreano GFriend, pubblicato nel 2015.

## Tracce
1. Season of Glass (Intro) – 1:13
2. Glass Bead (유리구슬?, Yuri GuseulLR) – 3:23
3. Neverland – 3:11
4. White (하얀마음?, Hayan MaeumLR, lit. White Heart) – 3:45
5. Glass Bead (Instrumental) – 3:23

## Classifiche
| Classifica (2016) | Posizione massima |
| ----------------- | ----------------- |
| Corea del Sud     | 9                 |